# 杰克·科尔曼
杰克·L·科尔曼（英語：Jack L. Coleman，1924年5月23日—1998年12月11日），美国NBA联盟前职业篮球运动员。